# Lal Bagh
Lal Bagh (« le jardin rouge » en français), ou jardins botaniques de Lal Bagh, est un jardin botanique de Bangalore en Inde.
Initié sous le règne de Hyder Ali, dirigeant de l'État de Mysore, il a été terminé sous le règne de son fils Tipû Sâhib. On y retrouve notamment une serre présentant à chaque année une exposition florale.
Lal Bagh abrite également la plus grande collection de plantes tropicales, un aquarium public ainsi que deux lacs.

## Histoire

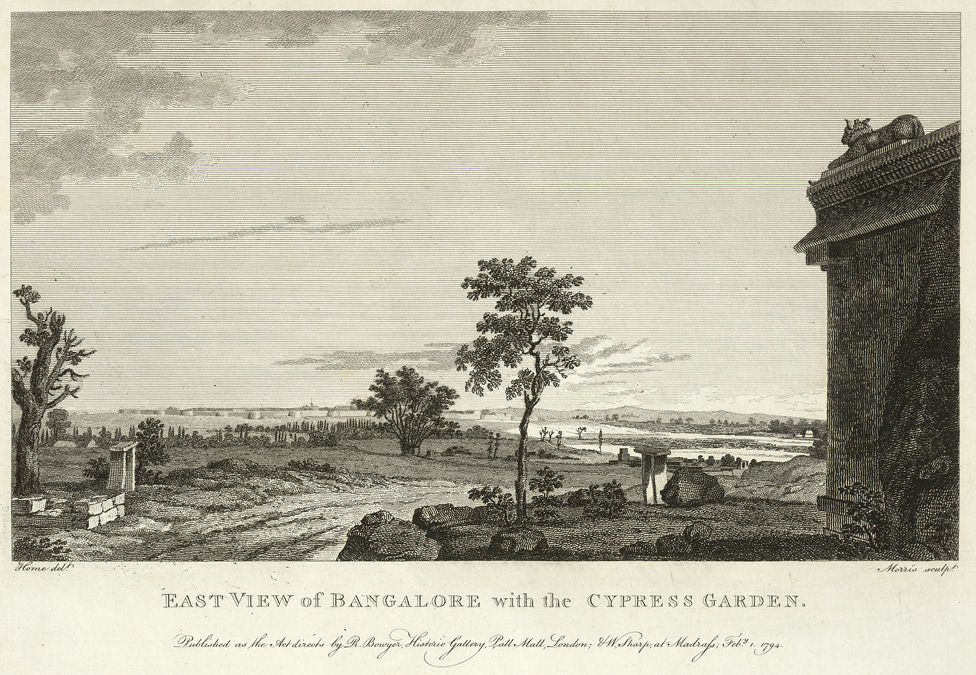
Les jardins de Lal Bagh ont été inspirés des jardins de Sira.

En 1760, Hyder Ali commande la construction de Lal Bagh. Il prend cette décision à la suite du succès des jardins moghols.
Ali engage ainsi des personnes de la communauté Thigala (en), réputée pour sa maîtrise du jardinage.
En 1874, Lal bagh s'étend sur 45 acressqm. En 1889, 30 acres sont ajoutés sur le côté Est, suivi, en 1891, de 13 acres comprenant la tour Kempegowda, puis de 94 acres en 1894, toujours sur le côté Est, amenant ainsi l'étendue totale du jardin à 188 acressqm.

## Galerie

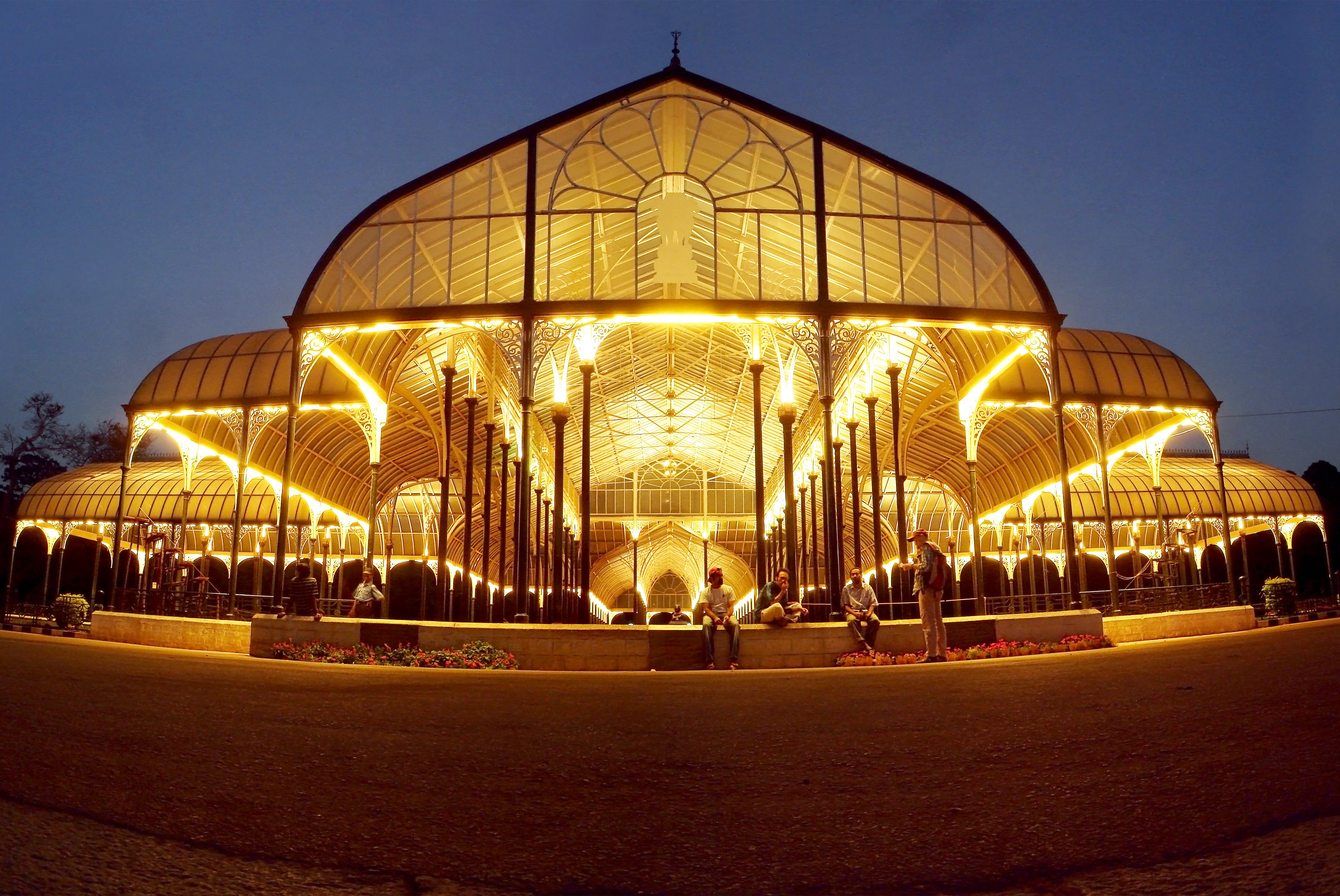
Serre de Lalbagh, la nuit.
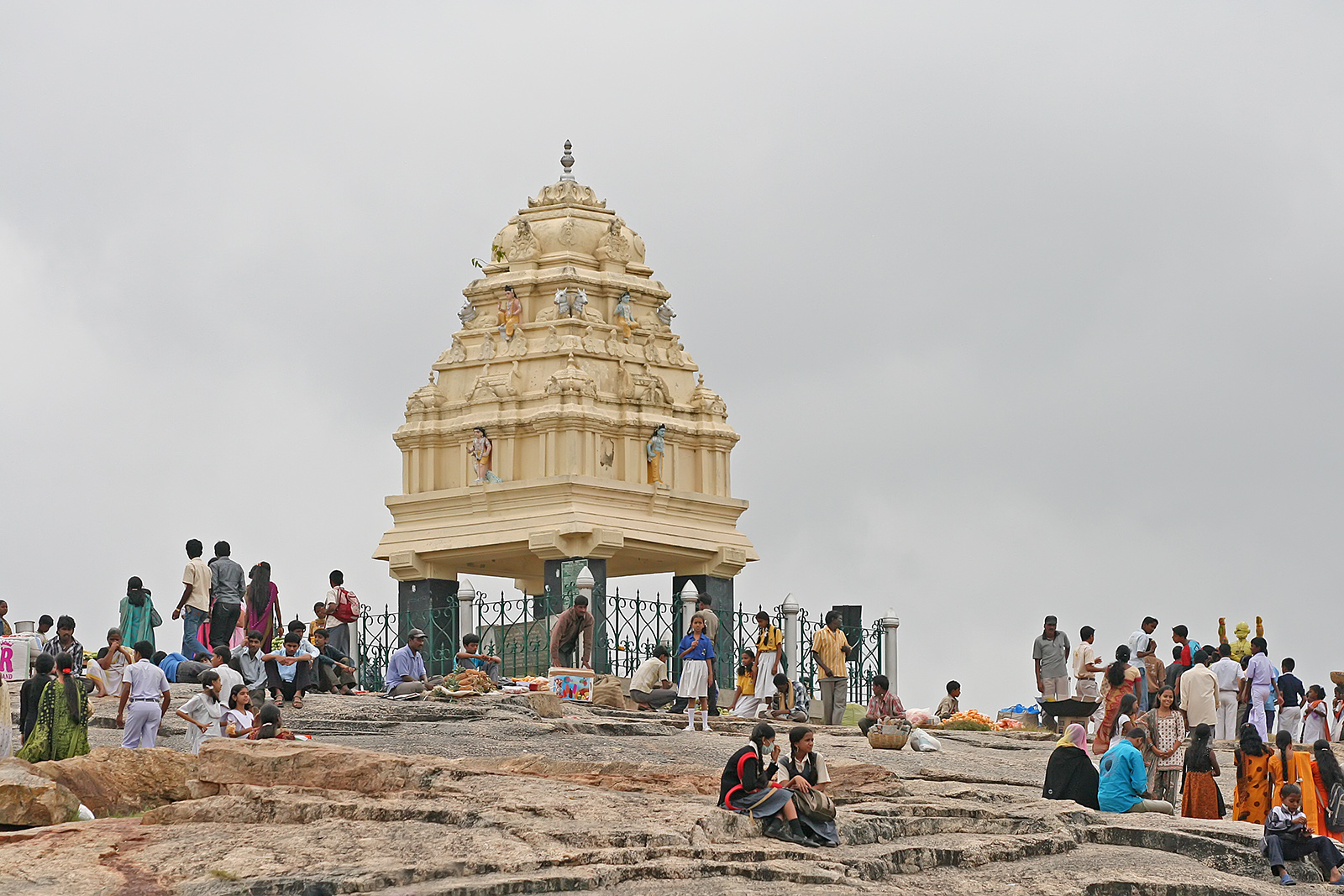
Tour de Kempe Gowda I (en).
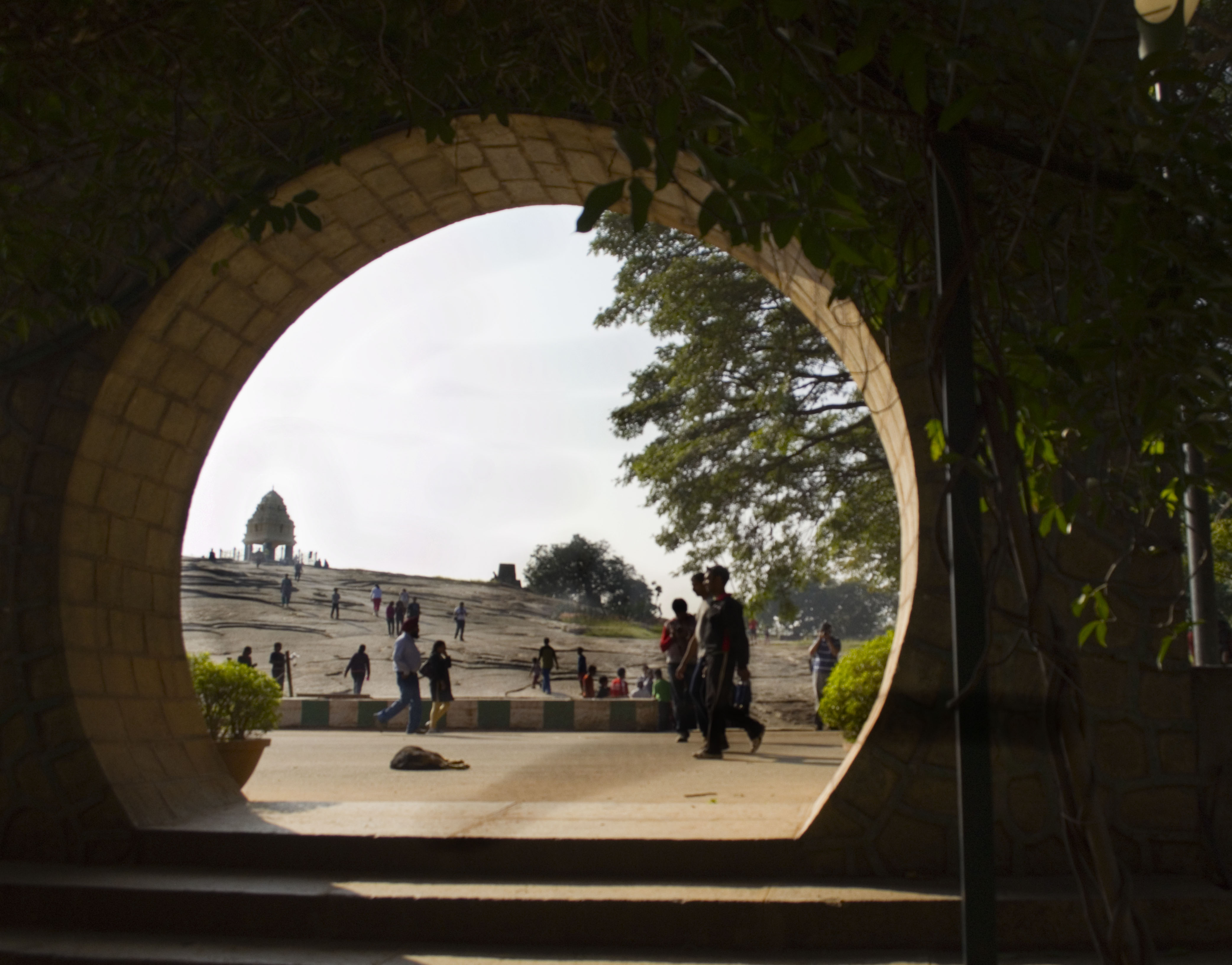
Autre vue de la tour.
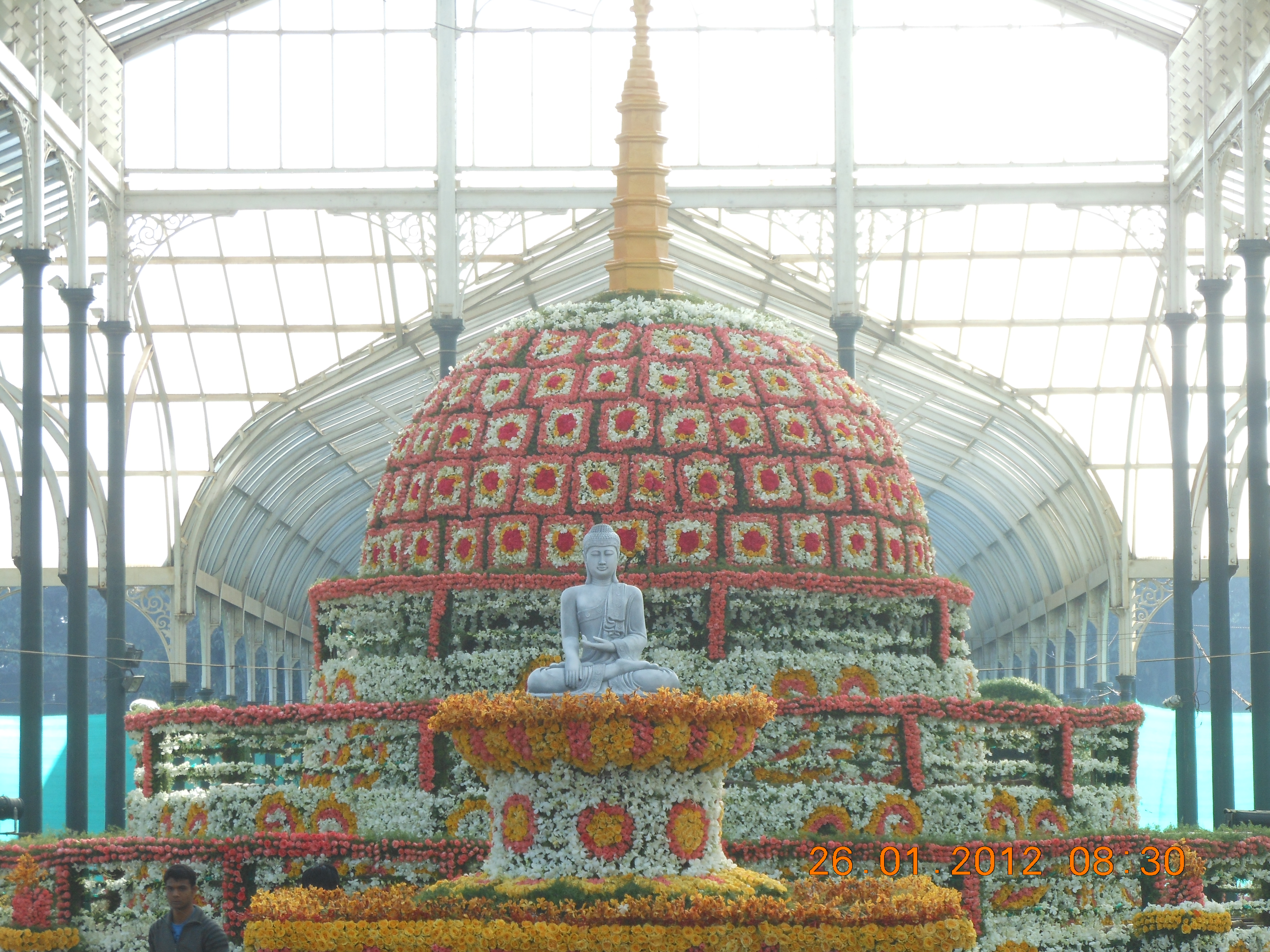
Exposition florale à la serre.
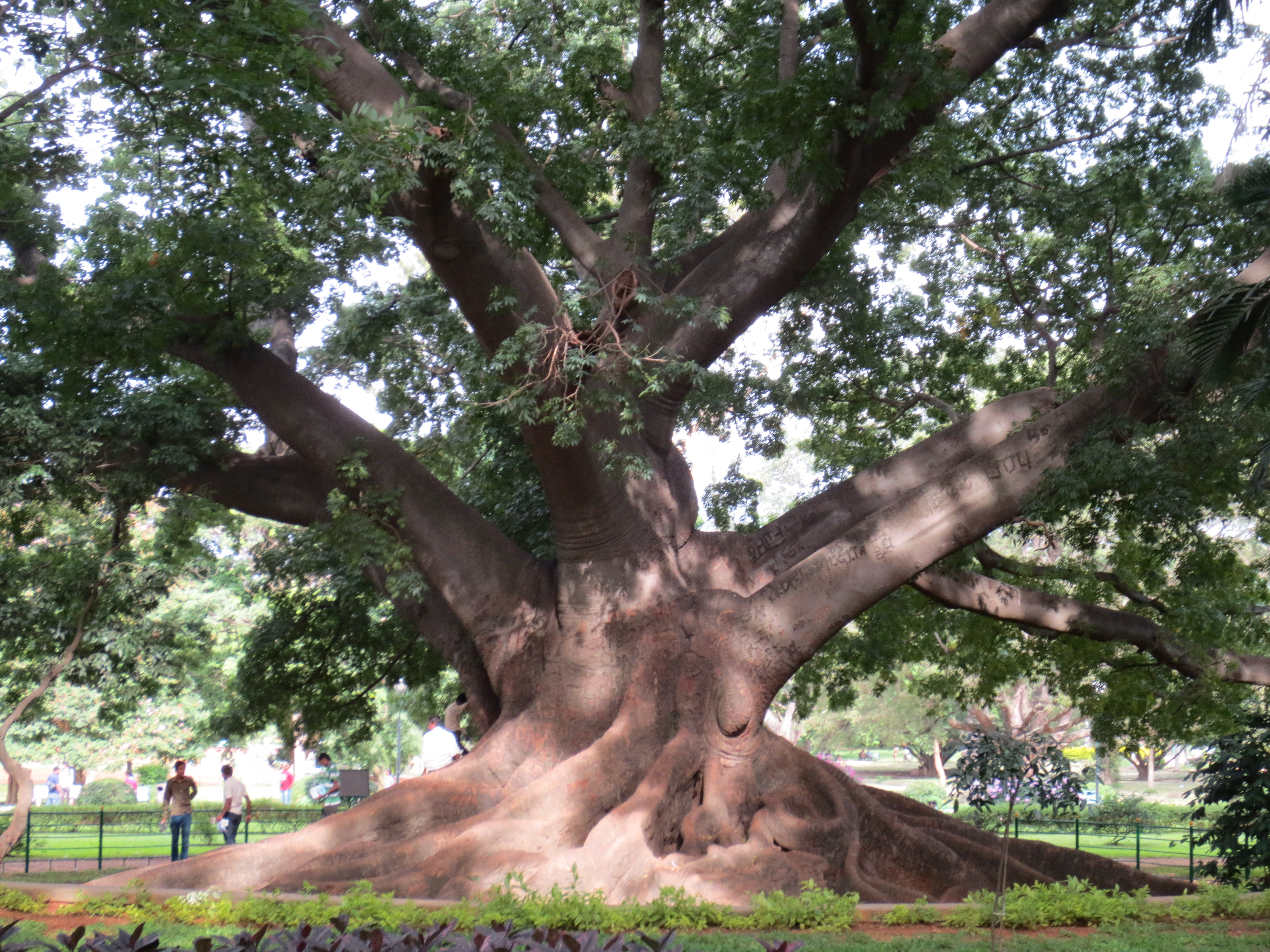
Plus grand spécimen connu de Ceiba pentandra.
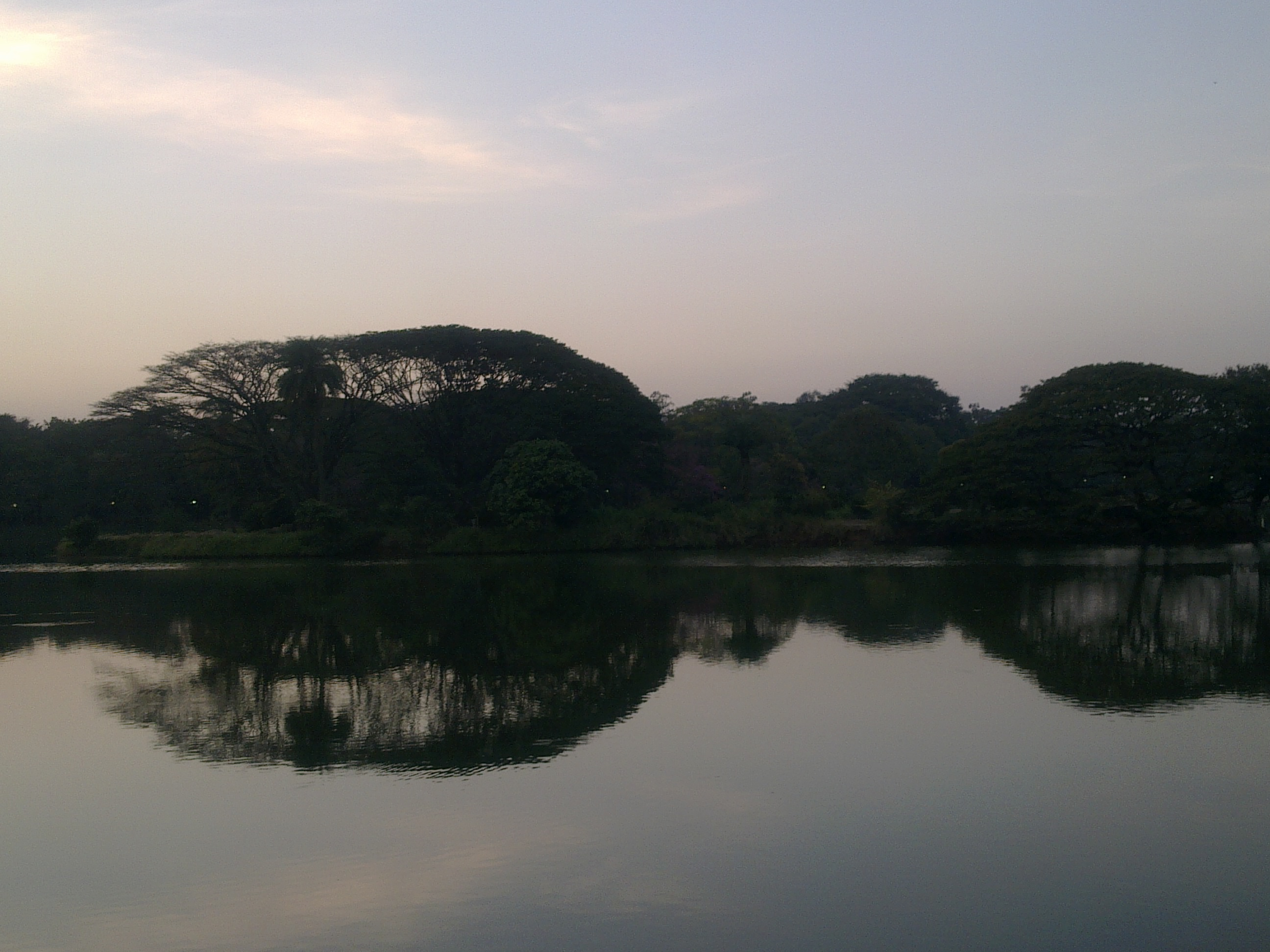
L'un des lacs de Lal Bagh.
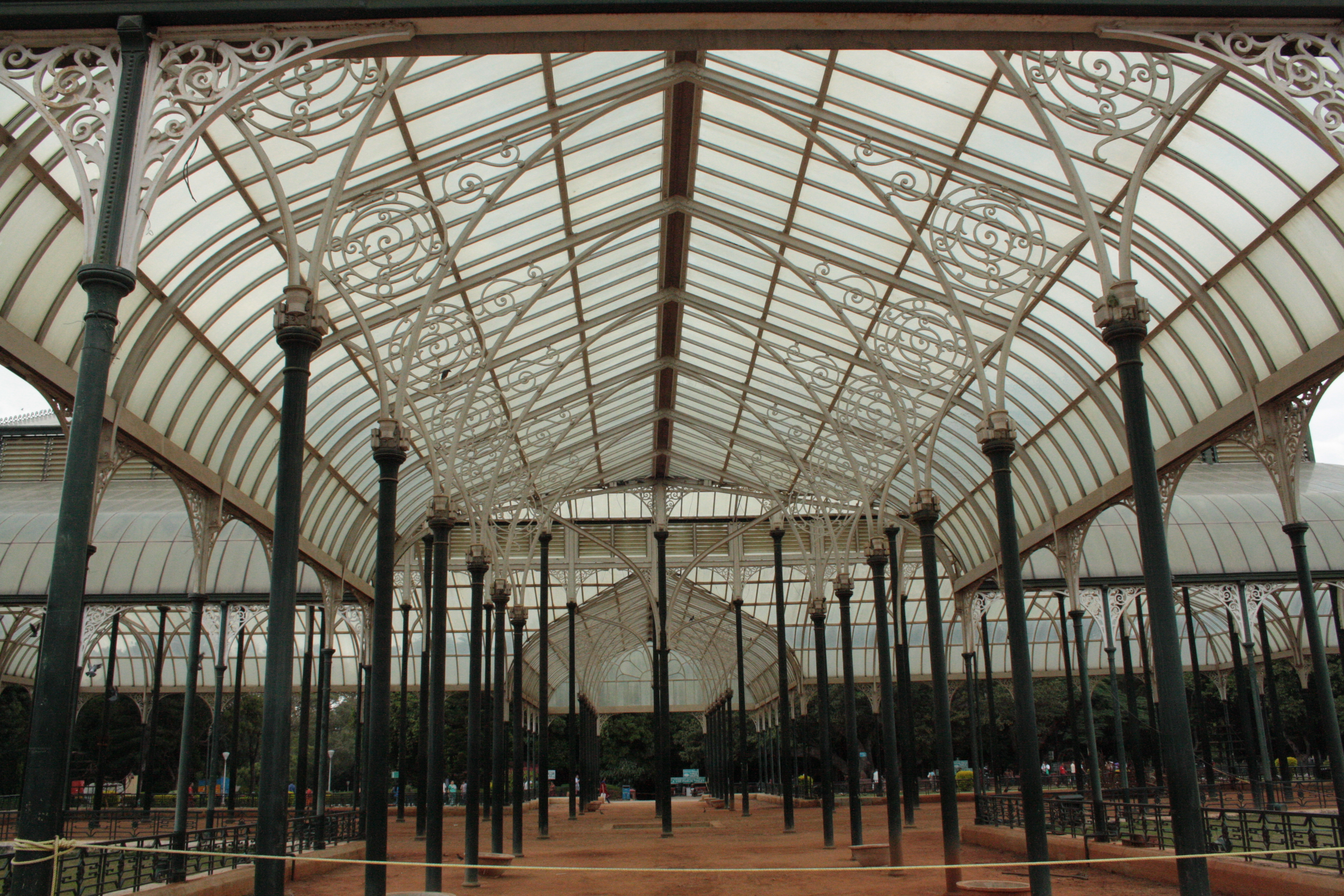
Vue de l'intérieur de la serre.
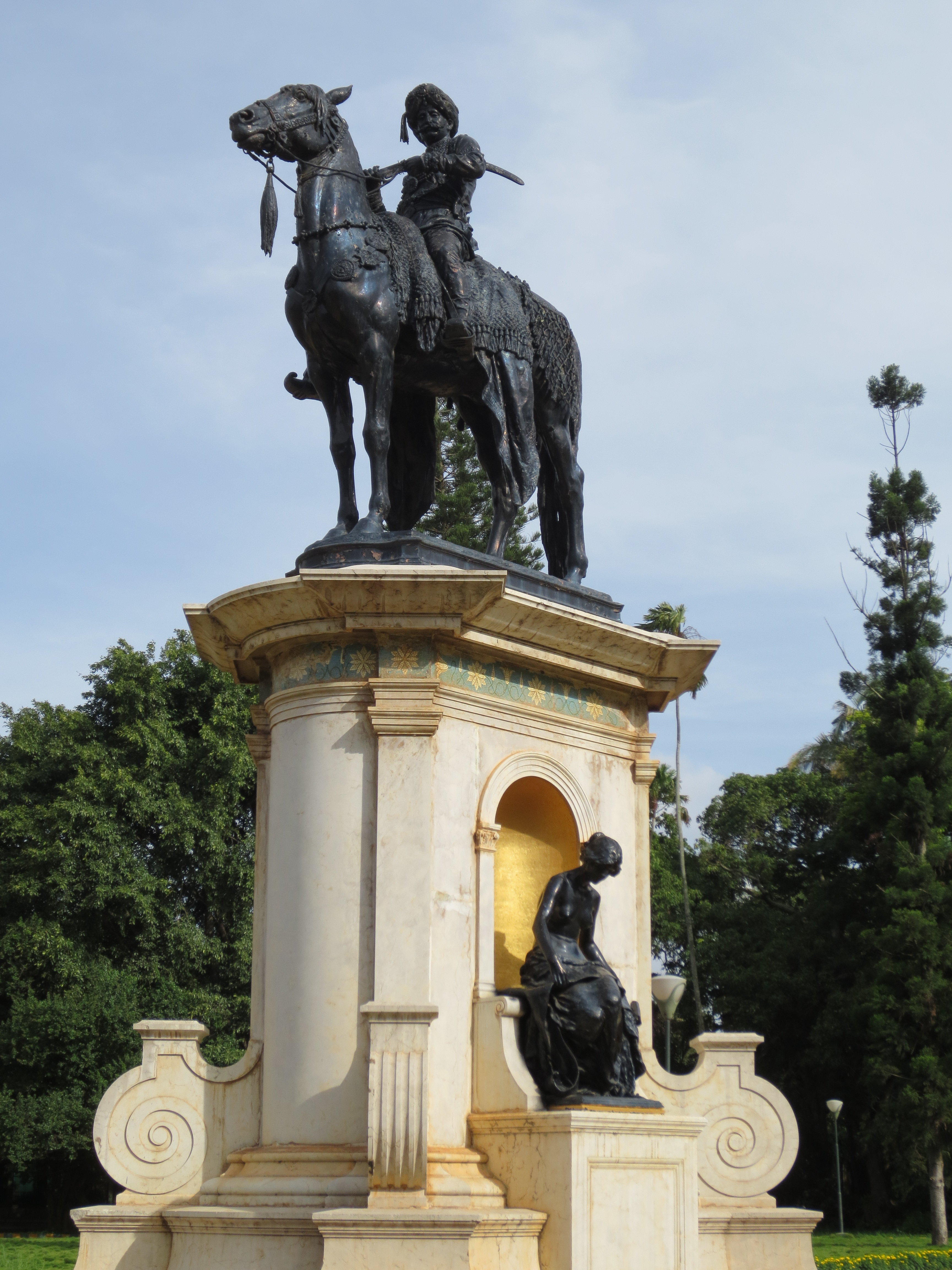
Statue de Jayachamarajendra Wadiyar.
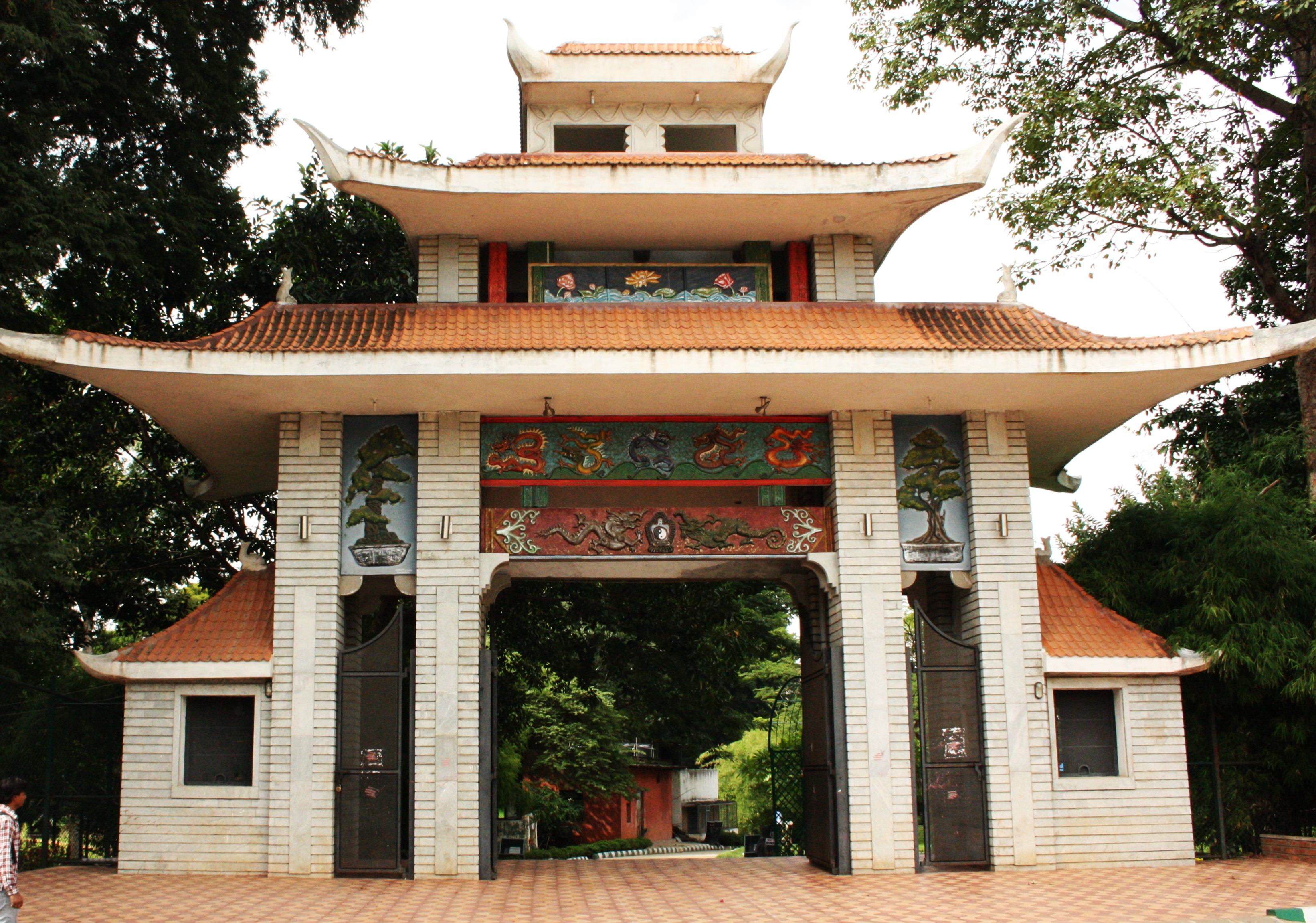
Monument décoratif japonais.
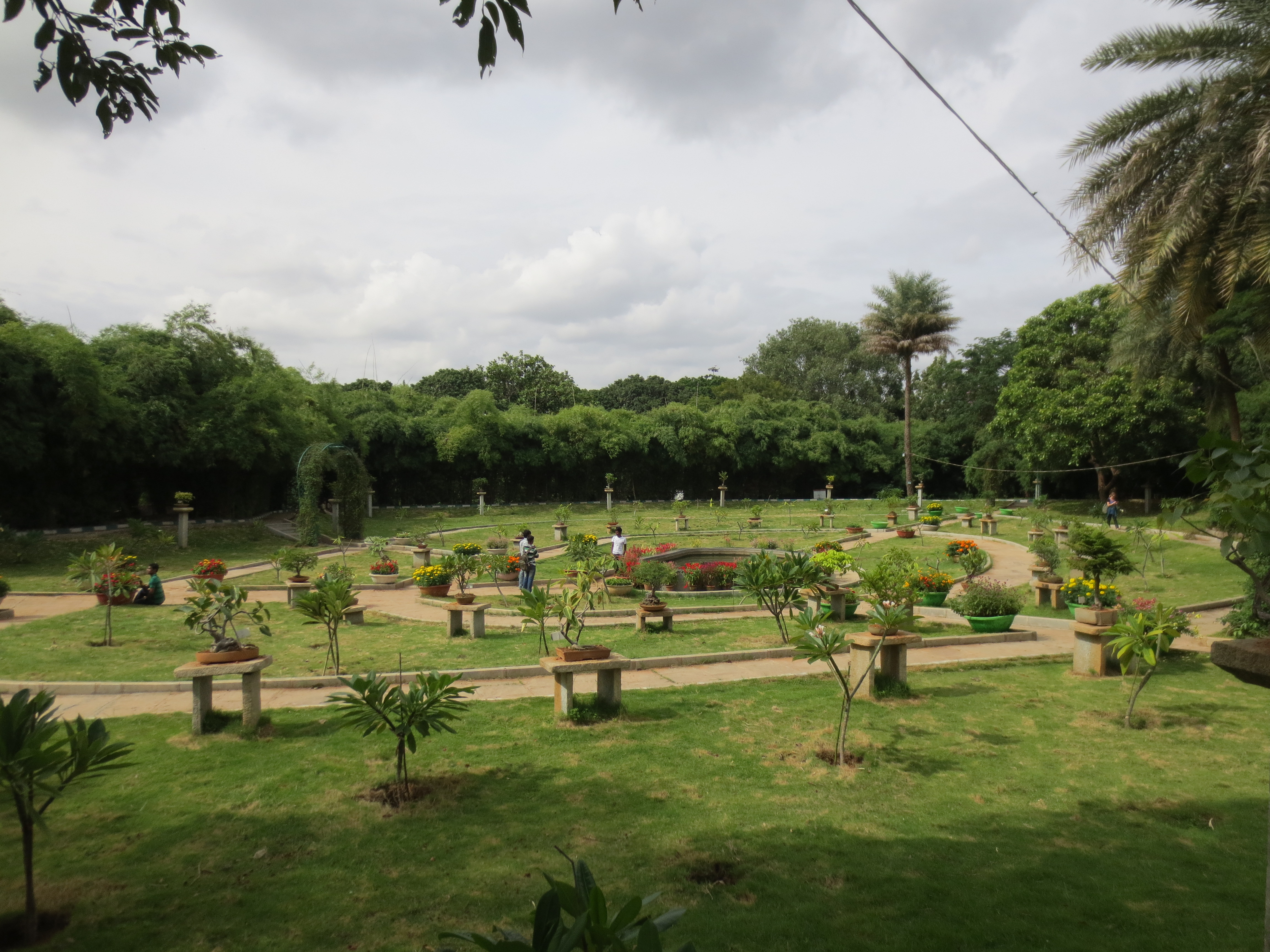
Jardin de bonsaïs.
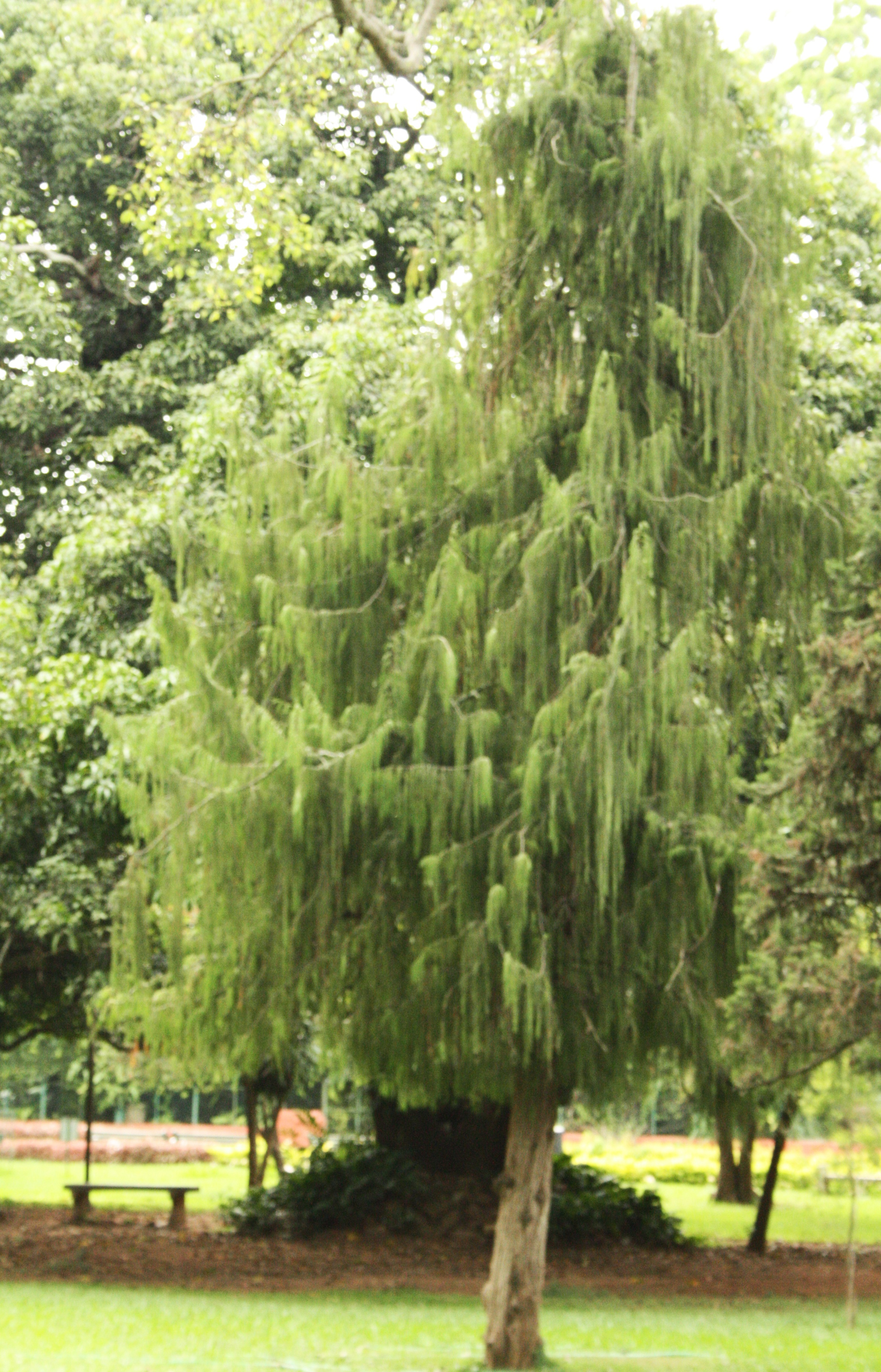
Saule pleureur.